# دهستان باغ صفا
دهستان باغ صفا، یکی از دهستان‌های بخش باغ صفا شهرستان سرچهان در استان فارس ایران است. مرکز این دهستان، شهر باغ صفا است.

## جمعیت
بر پایه سرشماری عمومی نفوس و مسکن در سال ۱۳۹۵، جمعیت دهستان باغ صفا برابر با ۲٬۶۴۰ نفر بوده است.